# María Haydeé Pérez Maraviglia

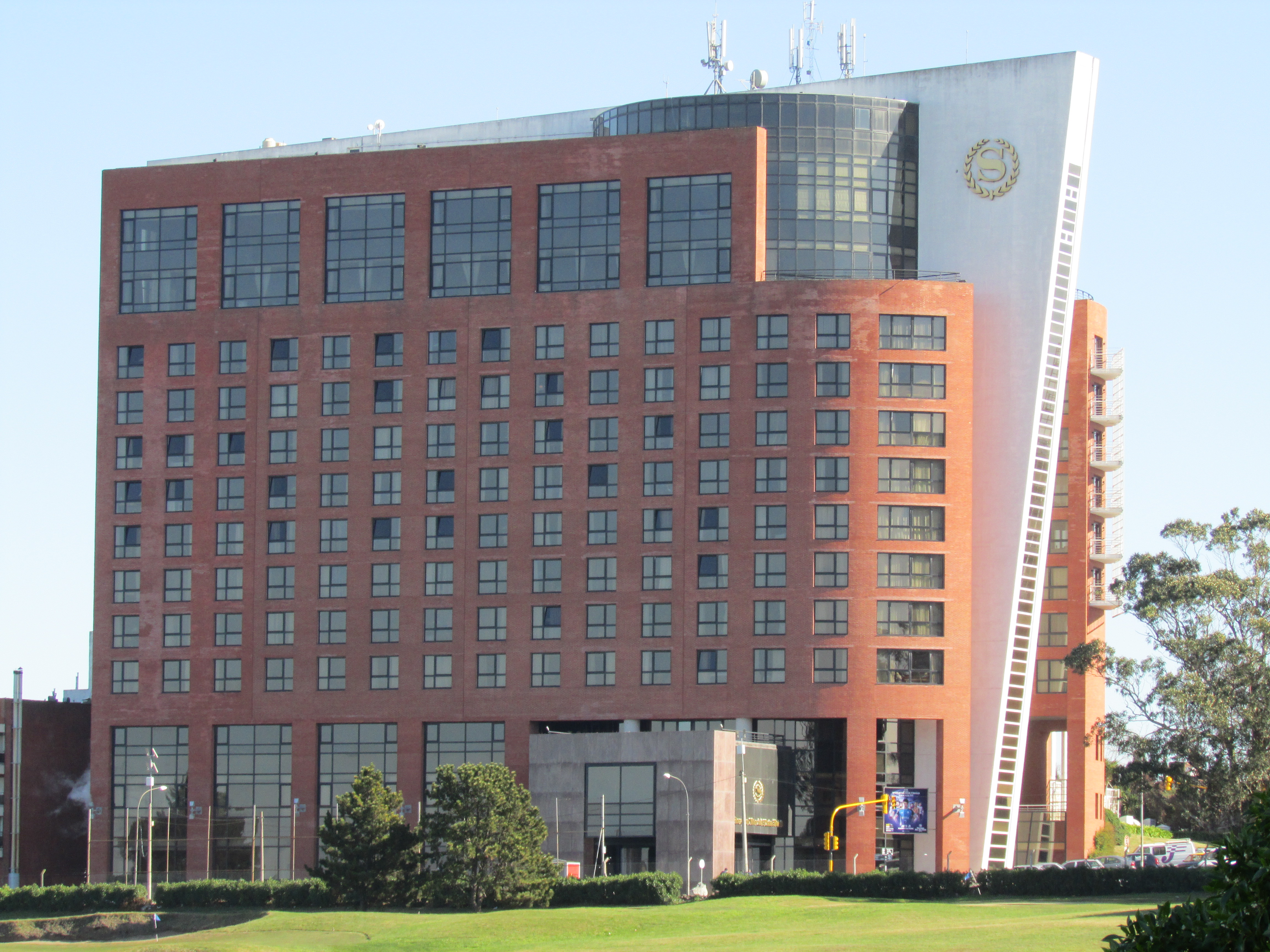
Hotel Sheraton, Mar del Plata

María Haydeé Pérez Maraviglia (Buenos Aires, 23 de diciembre de 1943), es una arquitecta argentina, socia fundadora del estudio Mariani-Pérez Maraviglia, con sede en Mar del Plata.

## Primeros años
Estudió Arquitectura en la FADU-UBA (Universidad de Buenos Aires) y cuando cursaba tercer año en 1968, conoció a Carlos Mariani, de Mar del Plata quien en ese momento estaba terminando de cursar la universidad.
Pérez Maraviglia terminó sus estudios, ganó una beca, viajó a Europa y cuando regresó, se casaron con Mariani y tuvieron dos hijos. Juntos, establecieron un estudio de arquitectura en Mar del Plata.

## Trayectoria
Pérez Maraviglia fue creciendo, ganando premios y concretando proyectos también fuera de Mar del Plata y del país. Sus obras más importantes son reconocidas como verdaderos hitos urbanos: edificios e intervenciones que fueron pensados para convertirse en articuladores de lo nuevo con la ciudad existente. Entre los trabajos más destacados en la ciudad de Mar del Plata están el Aquarium del Faro en Punta Mogotes (1993), el Shopping Los Gallegos (1994-asociados con PfZ Arquitectos), la Fundación Bolsa de Comercio (1996), el Hotel Sheraton Mar del Plata (1997), la Iglesia San Benedetto Mártir, la Renovación del Área Casino-Paseo Hermitage y el Barrio Cerrado Rumencó y una serie de viviendas multifamiliares e unifamiliares y el Centro Cultural y Comercial Ex-Terminal de Mar del Plata, Paseo Aldrey (2015).
Cuando falleció Carlos Mariani, Pérez Maraviglia en 2008, siguió con el estudio asociada a su hijo Jerónimo y al arquitecto Oscar Cañadas.
Pérez Maraviglia se ocupa personalmente de las obras fuera de la ciudad de Mar del Plata. En 2012 concretaron el Hotel Casino Puerto de Santa Fe, el Hotel Sheraton de Paraguay, y recientemente obtuvieron el cuarto puesto en el concurso para las sedes de Gobierno de Paraguay en Asunción.
Pérez Maraviglia es además la presidenta de la Asociación Amigos de la Casa del Puente de Amancio Williams y Delfina Gálvez en Mar del Plata.

## Reconocimientos
La trayectoria del estudio se construyó con base en la participación en concursos. Dentro de los principales figuran: el primer premio por el proyecto del Hospital Nacional de Odontología (1970), el primer premio por el Colegio de Escribanos de la provincia de Buenos Aires, en Mar del Plata (1980).
En varias oportunidades obtuvieron los primeros puestos en el Premio Anual de Arquitectura de la Asociación de Arquitectos de Mar del Plata, distinciones en la Bienal Internacional de Arquitectura de Buenos Aires (2007) y en el Premio SCA-CPAU (2008), Premio Vitruvio (2003), entre otros.